# 998-as busz (Budapest)
A budapesti 998-as jelzésű éjszakai autóbusz a Cinkotai autóbuszgarázs és Rákoskeresztúr, városközpont között közlekedik. A viszonylatot a Budapesti Közlekedési Zrt. üzemelteti.

## Története
2022. május 7-étől a Cinkotai autóbuszgarázs felől a Gyöngytyúk utcába forduló hurokjáratok 998B jelzéssel közlekednek. 2024. február 5-én üzemkezdettől a rákosmenti buszhálózat átalakítása miatt útvonala jelentősen módosult és összevonásra került a 998B busszal.

## Útvonala
| Rákoskeresztúr, városközpont felé | Cinkotai autóbuszgarázs felé |
| --- | --- |
| Cinkotai autóbuszgarázs vá. – Rákosligeti határút – Bökényföldi út – Cinkotai út – Cinkotai út – Gyöngytyúk utca – XVII. utca – XVIII. utca – Ároktő út – Diadal utca – Bártfai utca – Szent Imre herceg út – Naplás út – Ananász utca – Fackh Károly tér – Ároktő utca – Ferihegyi út – Hősök tere – Ferihegyi út – Pesti út – Rákoskeresztúr, városközpont vá. | Rákoskeresztúr, városközpont vá. – Pesti út – Ferihegyi út – Hősök tere – Ferihegyi út – Ároktő utca – Fackh Károly tér – Ananász utca – Naplás út – Szent Imre herceg út – Bártfai utca – Diadal utca – Ároktő út – XVIII. utca – XVII. utca – Gyöngytyúk utca – Cinkotai út – Rákosligeti határút – Bökényföldi út – Cinkotai autóbuszgarázs vá. |

## Megállóhelyei
| 0  | Cinkotai autóbuszgarázs végállomás          | 11 | 908, 908A, 968, 992, 996, 996A |
| 0  | Vidor utca                                  | 10 | 908, 908A, 968                 |
| ∫  | Gyöngytyúk utca                             | 10 | 908, 908A, 968                 |
| 2  | Tarack utca                                 | 9  |                                |
| 3  | XVIII. utca                                 | 8  | 908                            |
| 3  | Ároktő út                                   | 7  |                                |
| 4  | Bártfai utca / Diadal utca                  | 6  |                                |
| ∫  | Tura utca / Diadal utca                     | 6  |                                |
| 4  | Rácsos utca (iskola) (↓) Jászivány utca (↑) | 5  | 908                            |
| 5  | Jászágó utca                                | ∫  | 908                            |
| 6  | Almásháza utca                              | 4  | 908                            |
| 7  | Bártfai utca / Ananász utca                 | 3  | 908                            |
| 7  | Ananász utca / Ároktő út                    | 3  | 908                            |
| 8  | XVIII. utca                                 | 2  | 908                            |
| 8  | Hősök tere                                  | 1  | 908                            |
| ∫  | IV. utca                                    | 1  | 908                            |
| 9  | Rákosliget vasútállomás                     | 0  | 908 S80 (éjfél és 1:13 között) |
| ∫  | Rákoskeresztúr, városközpont                | 0  | 908                            |
| 11 | Rákoskeresztúr, városközpont végállomás     | 0  | 908, 908A, 956, 980, 990       |